# Qualea magna
Qualea magna là một loài thực vật có hoa trong họ Vochysiaceae. Loài này được Kuhlm. miêu tả khoa học đầu tiên năm 1938.